# U-Bahn-Station Kendlerstraße

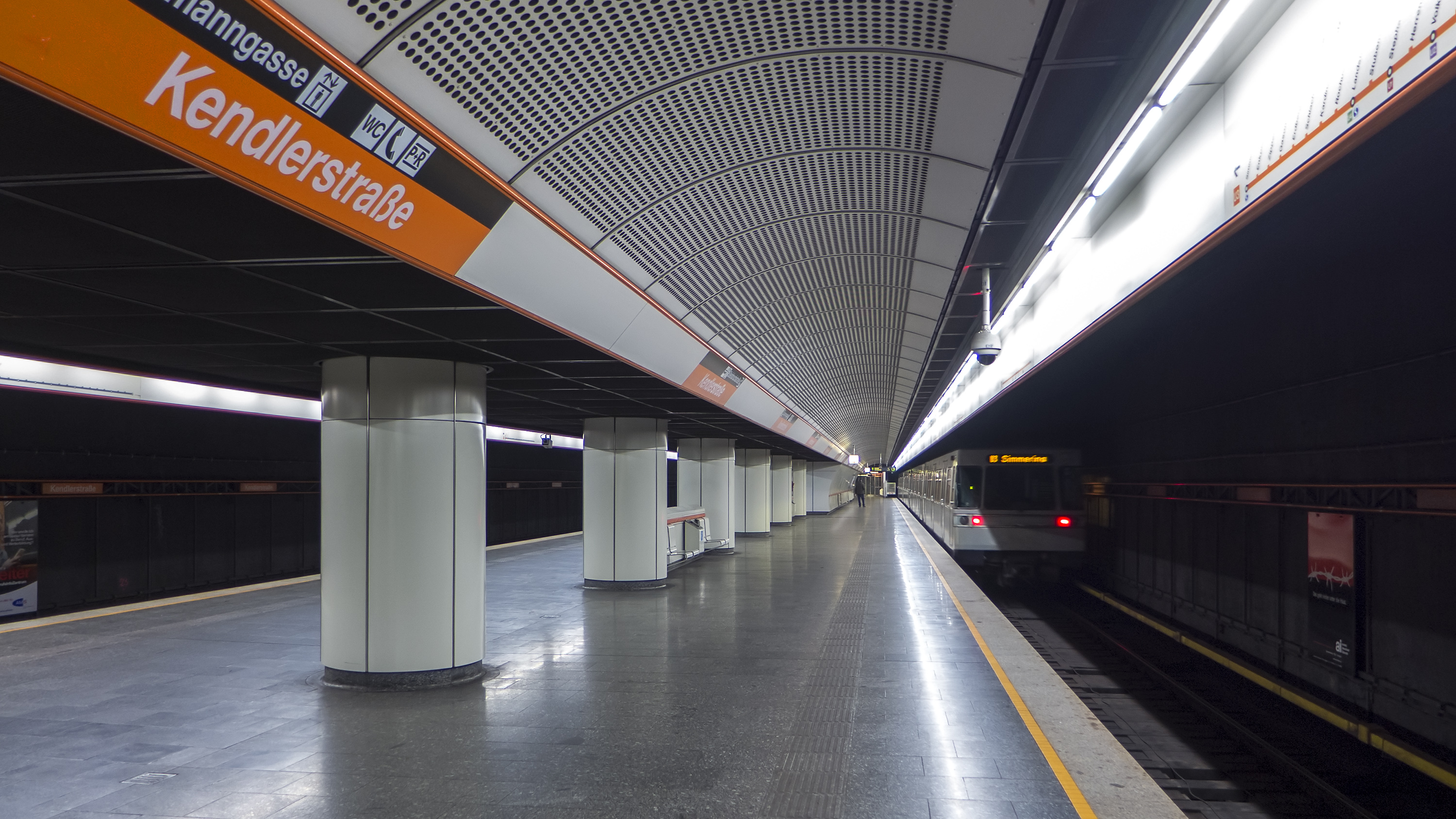
Bahnsteige Kendlerstraße

Die Station Kendlerstraße der Wiener U-Bahn-Linie U3 befindet sich im 16. Wiener Gemeindebezirk Ottakring. Namensgeber ist die nach dem Breitenseer Schlossbesitzer Karl Edler von Kendler benannte Kendlerstraße. Die Eröffnung erfolgte mit dem vierten Teilstück der U3 am 5. Dezember 1998, womit der westliche Ast dieser Linie als vollendet gilt.
Die Station erstreckt sich parallel zur Trasse der Vorortelinie S45 neben der eigentlichen Kendlerstraße zwischen der Opfermanngasse und der Steinbruchstraße. Sie verfügt über einen Mittelbahnsteig, bergan führende Rolltreppen und Aufzugsanlagen an beiden Bahnsteigenden. Weiters zählt eine öffentliche Toilettenanlage zur Infrastruktur dieser U-Bahn-Station. Ausgänge führen einerseits auf die Opfermanngasse und andererseits auf die Steinbruchstraße. Es besteht die Möglichkeit, zur Straßenbahnlinie 10, die parallel zur Station die Huttengasse entlangfährt, in Richtung Dornbach oder Hietzing umzusteigen. Die Station Kendlerstraße zählt aufgrund der im Vergleich zu den vorhergehenden Stationen relativ dünnen Besiedlung in der Umgebung zu den am schwächsten frequentierten im Wiener Netz.

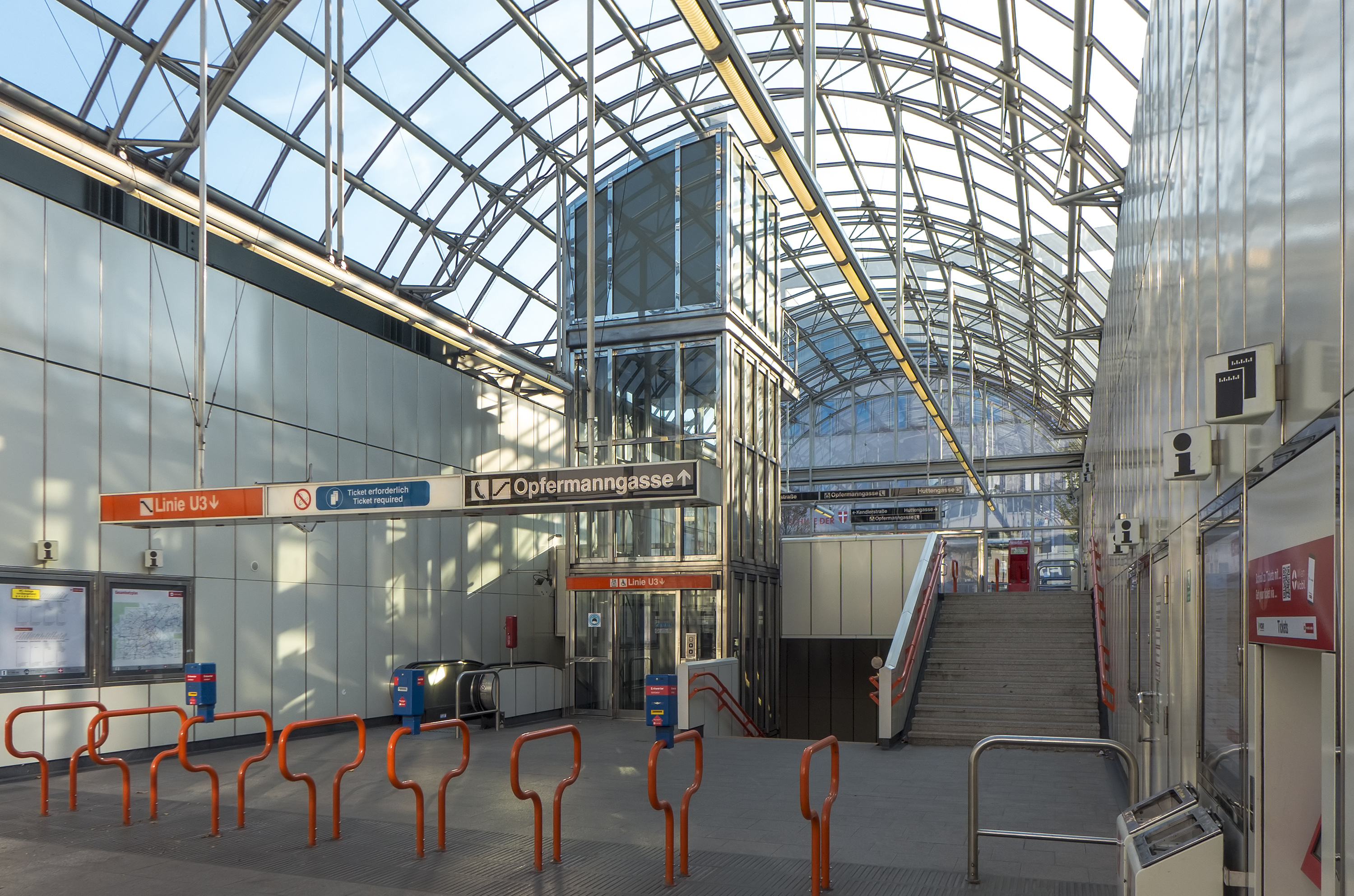
In der Station
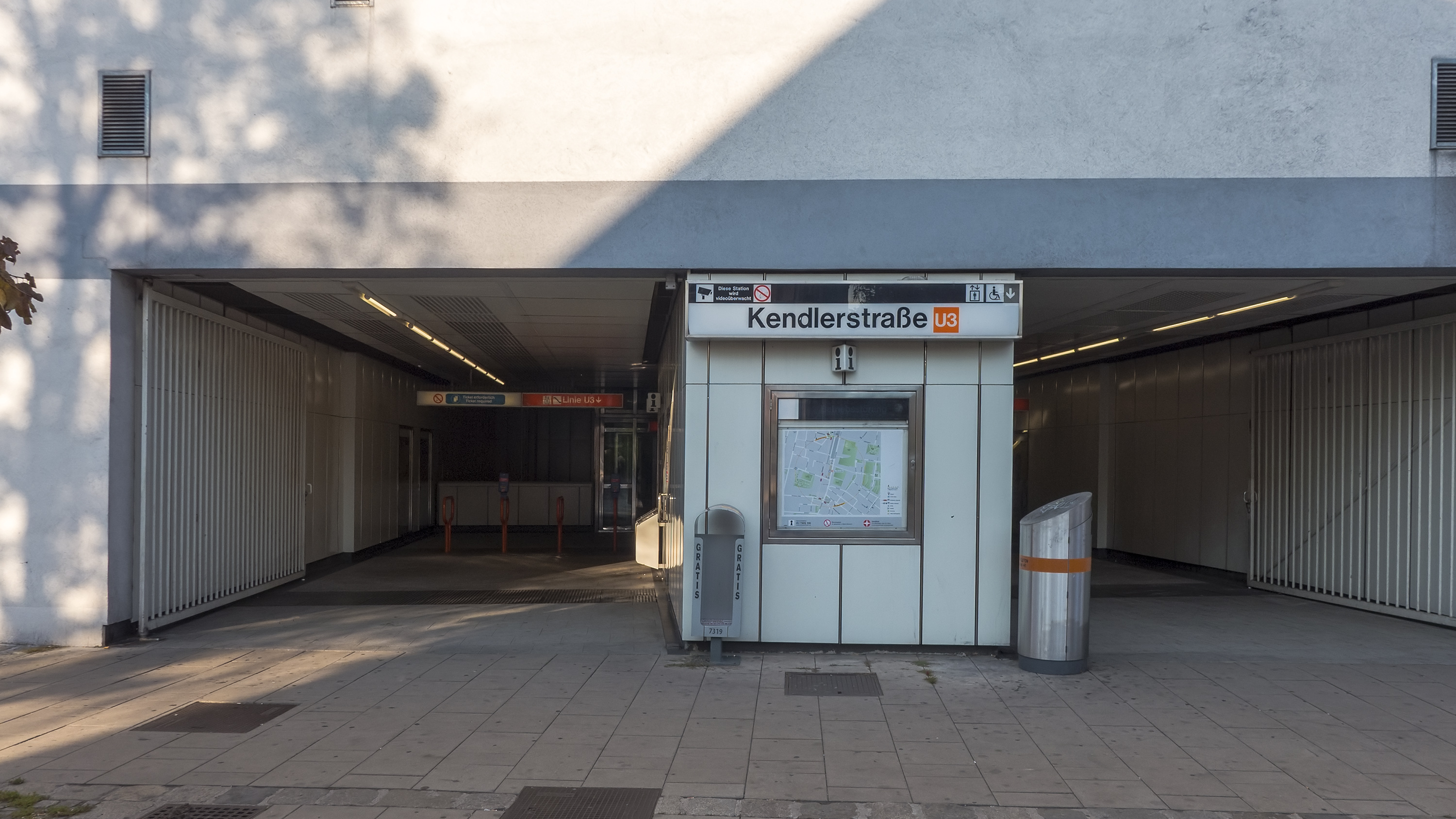
Ausgang Steinbruchstraße
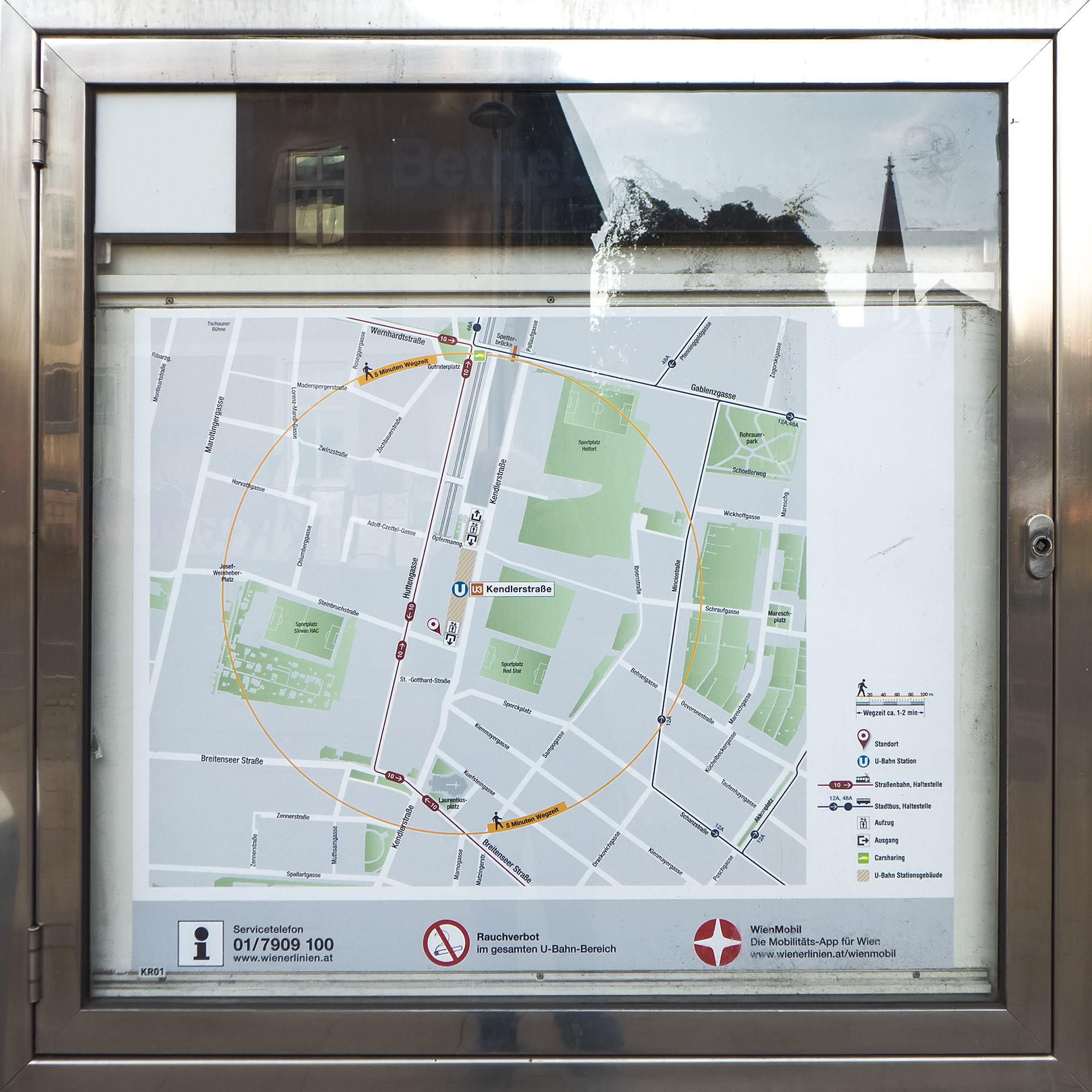
Umgebungsplan